# 国島荘一
国島 荘一（くにじま そういち、1902年3月11日 - 1932年9月1日）は、日本の俳優である。國島 莊一と表記されることもある。本名は比佐 良夫（ひさ よしお）。旧芸名は國島 昇（くにじま のぼる）。大正末期に松竹蒲田撮影所などで活躍した二枚目俳優であったが、早世した。

## 来歴・人物
1902年（明治35年）3月11日、福島県福島市に生まれる。
1914年（大正3年）、福島県福島中学校（現在の福島県立安積高等学校）に入学するが、同年7月3日に中退して井上正夫一座に入り、本郷座で初舞台を踏む。1922年（大正11年）、松竹蒲田撮影所へ入社し、国島昇を名乗って、1923年（大正12年）7月1日に公開された池田義信監督映画『水藻の花』などに出演、同作で映画デビューとされている。1924年（大正13年）、松竹下加茂撮影所へ移り、芸名も後に国島荘一と改名して、同年12月31日公開の清水宏監督映画『村の牧場』などに出演した後、再び松竹蒲田撮影所に復帰する。1927年（昭和2年）には幹部に昇進したが、生まれつき病弱であり、療養のため間も無く退社。この頃、国島は五所平之助監督映画『恥ずかしい夢』で田中絹代（1909年 - 1977年）の相手役に起用されていた。
1930年（昭和5年）、河合映画製作社に復帰し、主演俳優として数本の作品に出演。1931年（昭和6年）には東亜キネマを経て再び松竹蒲田撮影所に再復帰するが、1932年（昭和7年）6月10日に公開された五所平之助監督映画『天国に結ぶ恋』が最後の出演作品である。1979年（昭和54年）10月23日に発行された『日本映画俳優全集 男優篇』など、一部の資料では以後の消息は不明とするが、実際はこのあと再び風邪を発症して休養、『演芸画報』1932年（昭和7年）12月号にて、去る9月1日に数え年31歳で病没したと報じられている。トーキー作品への出演は1作もなく、出演作品はすべてサイレント映画であった。

## 出演作品

### 松竹蒲田撮影所（一）
特筆以外、全て製作は「松竹蒲田撮影所」、配給は「松竹」、全てサイレント映画、全て「国島昇」名義である。
- 『水藻の花』：監督池田義信、1923年7月1日公開 - 都の青年
- 『実説国定忠治 雁の群』：監督野村芳亭、1923年7月27日公開 - 高崎の重吉
- 『家なき女』：監督大久保忠素、1923年8月18日公開
- 『平和村』：監督小沢得二、製作松竹下加茂撮影所、1923年11月3日公開
- 『感じの好い映画集《星》』：監督牛原虚彦、1924年4月13日公開
- 『うなぎ』：監督大久保忠素、1924年5月1日公開
- 『水車小屋』：監督小沢得二、1924年5月21日公開
- 『海潮音』：監督大久保忠素、1924年6月11日公開
- 『妹』：監督大久保忠素、1924年6月21日公開
- 『山男の恋』：監督清水宏、1924年8月10日公開 - 一座の若者健二郎

### 松竹下加茂撮影所
全て製作は「松竹下加茂撮影所」、配給は「松竹」、全てサイレント映画、特筆以外は全て「国島荘一」名義である。
- 『千代竜』：監督大久保忠素、1924年10月1日公開 - 主演 ※「国島昇」名義
- 『白菊の歌』：監督清水宏、1924年10月31日公開 ※「国島昇」名義
- 『恋に狂ふ刃』：監督清水宏、1924年12月21日公開 - 真之介の弟僧侶真円
- 『村の牧場』：監督清水宏、1924年12月31日公開 - 義近
- 『恩讐の刃』：監督大久保忠素、1925年3月11日公開 - 原田左之助
- 『篝火の夜』：監督清水宏、1925年3月21日公開 - その弟子三治
- 『或る兄弟』：監督大久保忠素、1925年4月9日公開
- 『桃色の棘』：監督清水宏、1925年5月9日公開 - 富豪の息子矢沢照彦
- 『激流の叫び』：監督清水宏、1925年6月22日公開 - 清吉の弟伊助

### 松竹蒲田撮影所（二）
全て製作は「松竹蒲田撮影所」、配給は「松竹」、全てサイレント映画、以降全て「国島荘一」名義である。
- 『義人の刃』：監督清水宏、1925年7月28日公開 - 弟・貞之進
- 『支那街の夜 第一篇』：監督大久保忠素、1925年9月18日公開
- 『支那街の夜 第二篇』：監督大久保忠素、1925年9月25日公開
- 『支那街の夜 第三篇』：監督大久保忠素、1925年10月9日公開
- 『コレラ征伐』：監督大久保忠素、1925年10月23日公開 - 主演
- 『湖畔の悲哀』：監督蔦見丈夫、1925年11月20日公開 - 村田吉夫
- 『愛妻の秘密』：監督島津保次郎、1925年12月12日公開
- 『土に輝く』：監督鈴木重吉、1926年1月7日公開 - ある紳士
- 『鈍急之進』：監督大久保忠素・斎藤寅次郎、1926年1月30日公開
- 『支那街の夜 最終編』：監督大久保忠素、1926年2月10日公開
- 『修羅八荒 第一編』：監督大久保忠素、1926年2月14日公開 - 弟三輪滝太郎
- 『運動家』：監督鈴木重吉、1926年3月2日公開
- 『真紅の情熱』：監督清水宏、1926年3月21日公開 - 藤十郎
- 『修羅八荒 第二編』：監督大久保忠素、1926年4月1日公開 - 弟三輪滝太郎
- 『修羅八荒 第三編』：監督大久保忠素、1926年4月1日公開 - 弟三輪滝太郎
- 『京子と倭文子』：監督清水宏、1926年4月22日公開 - 課長・宮田
- 『お坊ちやん』：監督島津保次郎、応援監督蔦見丈夫・五所平之助、1926年5月1日公開 - 武石勇次
- 『愛怨百面相』：監督大久保忠素、1926年6月25日公開
- 『新お初地蔵』：監督野村芳亭、1926年7月15日公開
- 『仇討同志』：監督吉野二郎、1926年7月24日公開
- 『修羅八荒 終編』：監督大久保忠素、1926年8月8日公開 - 弟三輪滝太郎
- 『お照とお雪』：監督清水宏、1927年1月22日公開 - 紳士
- 『九官鳥』：監督野村芳亭、1927年1月28日公開 - 艶歌師木村春風
- 『高田の馬場』：監督斎藤寅次郎、1927年2月17日公開
- 『父帰る』：監督野村芳亭、1927年3月29日公開 - 代弁人阪間源吾
- 『恥ずかしい夢』：監督五所平之助、1927年4月8日公開
- 『からくり娘』：監督五所平之助、1927年6月15日公開 - 学生
- 『白虎隊』：監督野村芳亭、1927年6月26日公開 - 間諜D
- 『殺陣時代』：監督斎藤寅次郎、1927年7月22日公開
- 『秋草燈籠 お露の巻』：監督野村芳亭、1927年8月5日公開 - 講談師長太
- 『秋草燈籠 小萩の巻』：監督野村芳亭、1927年8月5日公開 - 講談師長太
- 『恋を拾った男』：監督島津保次郎、1927年9月1日公開 - 弥生の情婦青木
- 『濡衣』：監督蔦見丈夫、1927年11月11日公開
- 『出世の近道』：監督清水宏、1927年12月31日公開 - 才蔵
- 『亭主操縦』：監督大久保忠素、1928年1月20日公開
- 『海に叫ぶ女』：監督清水宏、1928年3月9日公開 - お浜の恋人・勇二
- 『永遠の心』：監督佐々木恒次郎、1928年4月27日公開
- 『女房紛失』：監督小津安二郎、1928年6月15日公開 - 名探偵車六芳明
- 『昭和の女』：監督清水宏、1928年6月26日公開 - 美容院のボーイ藤田
- 『終列車の女』：監督佐々木恒次郎、1928年9月7日公開
- 『3善人』：監督野村芳亭、1929年8月15日公開 - 若紳士田宮

### 河合映画製作社
全て製作・配給は「河合映画製作社」、全てサイレント映画である。
- 『影の響』：監督森田京三郎、1930年1月10日公開 - 主演
- 『愛火燃ゆ』：監督小沢得二、1930年2月7日公開 - 主演
- 『浅草丹次』：監督丘虹二、1930年4月3日公開 - 主演
- 『彼女はどうなる』（『彼女は何うなるか』）：監督小沢得二、1930年4月18日公開
- 『仇名草』：監督小沢得二、1930年5月23日公開 - 主演
- 『錦旗の下に』：監督吉村操、1930年5月30日公開 - 主演
- 『学生時代失恋日記 第一篇』：監督吉村操、1930年6月20日公開 - 主演
- 『母の栄光』：監督吉村操、1930年7月11日公開
- 『学生時代海兵狂想曲』：監督吉村操、1930年8月25日公開 - 主演
- 『激浪』：監督小沢得二、1930年8月29日公開

### 東亜キネマ京都撮影所
全て製作は「東亜キネマ京都撮影所」、配給は「東亜キネマ」、全てサイレント映画である。
- 『一度はすべての女に』：監督久保義郎、1930年月日不明公開
- 『処女戦線』：監督別宮幸雄、1931年1月10日公開 - 主演
- 『別れの悲曲』：監督根津新、1931年4月1日公開

### 松竹蒲田撮影所（三）
全て製作は「松竹蒲田撮影所」、配給は「松竹」、特筆以外は全てサイレント映画である。
- 『深夜の溜息』：監督斎藤寅次郎、1931年12月18日公開
- 『三太郎満州出征』：監督斎藤寅次郎、1932年2月4日公開 - 主演
- 『天国に結ぶ恋』：監督五所平之助、1932年6月10日公開 - 支配人岡野 ※サウンド版、遺作[8]